# Barbara Ziembicka
Barbara Ziembicka (ur. 1946 w Rudzie) – polski artysta grafik, profesor Akademii Sztuk Pięknych w Krakowie.

## Życiorys
W latach 1966–1972 studiowała malarstwo u prof. Jerzego Nowosielskiego oraz grafikę u prof. Mieczysława Wejmana i prof. Włodzimierza Kunza w krakowskiej Akademii Sztuk Pięknych. Dyplom uzyskała w 1972 w pracowniach prof. Włodzimierza Kunza i prof. Witolda Chomicza: Pracowni Litografii i Pracowni Grafiki Książki.
Pracuje na Wydziale Grafiki ASP, gdzie od 1999 prowadzi Pracownię Struktury Dzieła.
Specjalizuje się w rysunku, grafice, grafice książkowej i malarstwie sztalugowym. Ma w dorobku kilkanaście wystaw indywidualnych. Współpracowała z wydawnictwami: Literackim, Nasza Księgarnia, Czytelnik, słowo/obraz terytoria. Jest autorką okładek i ilustracji w książkach.
W latach 1996–1999 publikowała w „Dzienniku Polskim” szkice krytyczne o plastyce i wywiady. W 1998 ukazała się jej książka „Najprostszą drogą. Rozmowy z artystami” – zbiór wywiadów z czołowymi artystami krakowskiego środowiska artystycznego: Jerzym Nowosielskim, Zbysławem Maciejewskim, Włodzimierzem Kunzem, Jackiem Waltosiem i innymi (Wydawnictwo Znak, ISBN 978-83-7006-840-0). W 2018 rozmowa z nią ukazała się w pracy zbiorowej „Wspominając Akademię. Napisane, wysłuchane, zapisane. 1945-1975” (redakcja i opracowanie Jacek Dembosz; redakcja naukowa Paulina Tendera; Wydawnictwo Akademii Sztuk Pięknych im. Jana Matejki 2018, ISBN 978-83-65570-65-9). Jest też autorką tekstów do katalogów wystaw artystów malarzy.
Jej prace znajdują się w zbiorach Muzeum Narodowego w Warszawie, Muzeum Okręgowe Ziemi Kaliskiej w Kaliszu, Polskiej Akademii Umiejętności w Krakowie oraz w licznych zbiorach prywatnych w kraju i za granicą.
Była żoną pisarza i artysty malarza, Marka Sołtysika.

## Wyróżnienia i nagrody
- Nagroda IBBY za ilustracje do Baśni H. Ch. Andersena (1977)
- Nagroda Fundacji Grazella im. Marii Anny Siemieńskiej (1998)
- nagroda Polskiego Towarzystwa Wydawców Książek za ilustracje do książki Jak będzie po śmierci Ladislava Klímy (Najpiękniejsza Książka Roku 2004)

## Wystawy indywidualne
- 1972 – KDK Pod Baranami, Kraków, Salon Debiutantów – wystawa grafiki
- 1973 – Galeria Rytm, Kraków – Nowa Huta – wystawa grafiki i rysunku
- 1975 – Galeria DESA, Kraków – wystawa malarstwa, grafiki i rysunku.
- 1977 – BWA Kłodzko – grafika, rysunek, ilustracja książkowa
- 1977 – Galeria Koszykowa, Desa Warszawa – malarstwo, grafika i rysunek
- 1979 – Galeria DESA, Zielona Góra – grafika, rysunek, ilustracja książkowa
- 1981 – Galeria B, Desa Kraków – ilustracja książkowa
- 1989 – Galeria DESA, Kraków – malarstwo, grafika, ilustracja książkowa
- 1990 – Galeria Gołogórska & Rostworowski, Kraków – ilustracja książkowa
- 1998 – Galeria ARTEMIS, Kraków – malarstwo i rysunek
- 2003 – Galeria Gołogórski, Kraków – rysunek, grafika i ilustracja
- 2005 – Galeria Jednej Książki, Kraków – ilustracja książkowa

## Udział w wystawach zbiorowych
- 1971 – Salon Lutowy, Zakopane – Realizm fanatyczny
- 1973 – Zachęta, Warszawa – Sztuka książki
- 1975 – BWA Kłodzko – Tendencje nadrealne w malarstwie polskim
- 1976 – Zachęta, Warszawa, BWA Łódź – Triennale malarstwa i grafiki
- 1976 – BWA Poznań – Fantastyka i metafora
- 1976 – Zamek, Lidzbark Warmiński – Contart
- 1976 – BWA, Sopot – Ogólnopolska Wystawa Młodych
- 1977 – Galeria Teatru STU, Kraków – Kocham Piekło
- 1978 – BWA Kłodzko – Tendencje nadrealistyczne w polskiej sztuce współczesnej
- 1980 – Galeria Koszykowa, DESA Warszawa – Wystawa metaforystów
- 1988 – Pałac Sztuki, Kraków – Grafika z ASP (w ramach MTG)
- 1990 – Pałac Sztuki, Kraków – Grafika wydawnicza – Projekt i realizacja. Krakowskie Targi Wydawców
- 1992 – Pałac Sztuki, Kraków – Wielki Jubileuszowy Otwarty Salon Malarstwa ZPAP
- 1994 – Arsenał, Muzeum Czartoryskich, Kraków – Litografia Polska (w ramach MTG)
- 1994 – Pałac Sztuki, Kraków – Wiosenny Salon Malarstwa
- 1996 – Pałac Sztuki, Kraków – Wiosenny Salon Malarstwa
- 1998 – Pałac Sztuki, Kraków – Wystawa Prac Pedagogów w 180-lecie ASP w Krakowie
- 2006 – Arsenał, Muzeum Czartoryskich, Kraków – Grafika ze zbiorów krakowskiej ASP 1946-2006
- 2007 – Pałac Sztuki, Kraków – Malarstwo pedagogów Wydziału Grafiki ASP w Krakowie

## Udział w wystawach zagranicznych
- 1972 – Asti, Włochy – Młoda Grafika Krakowska
- 1975 – Richmond, USA – Eleven Polish Artists Graphics
- 1975 – Paryż, Francja – Aukcja Sztuki Polskiej
- 1976 – Sofia, Bułgaria – Polska ilustracja książkowa
- 1977 – Budapeszt, Węgry – Polska ilustracja książkowa
- 1977 – Bratysława, Czechosłowacja – Wystawy ilustracji do Baśni Andersena
- 1978 – Zamek Läckö, Szwecja – Wystawa artystów krakowskich
- 1979 – Muzeum Poczty, Paryż, Francja – Wystawa sztuki Krakowa
- 1980 – Strasburg, Francja – Grafika polska i francuska
- 1990 – Århus, Dania, Kvinde Musset – Artystki z Polski
- 1994 – Wimbledon School of Art – Wystawa studentów i pedagogów ASP w Krakowie
- 1995 – Ronneby, Szwajcaria – 175 lat ASP w Krakowie

## Ilustracje w książkach
- Joseph Sheridan Le Fanu, Carmilla (Wydawnictwo Literackie 1974)
- Montague Rhodes James, Opowieści starego antykwariusza (Wydawnictwo Literackie 1976)
- Joseph Sheridan Le Fanu, Dom przy cmentarzu (Wydawnictwo Literackie 1977)
- Marek Sołtysik, Domiar złego (Spółdzielnia Wydawnicza „Czytelnik” 1977)
- Ladislav Klíma, Cierpienia księcia Sternenhocha (Wydawnictwo Literackie 1980, ISBN 83-08-00252-8)
- Ambrose Bierce, Czy to się mogło zdarzyć? (Wydawnictwo Literackie 1981, ISBN 83-08-00363-X)
- Marek Sołtysik, Gruszka (książka dla dzieci; Krajowa Agencja Wydawnicza 1982, ISBN 83-07-00823-9; seria: „Z Wiewiórką”)
- Theodore Kroeber, Ninawa – wieloryb lądowy. Legendy indiańskie (Wydawnictwo Literackie 1983, ISBN 83-08-00974-3)
- A.A. Milne, Dawno, dawno temu (Instytut Wydawniczy „Nasza Księgarnia” 1983, ISBN 83-10-08306-8)
- Ira Levin, Dziecko Rosemary (Wydawnictwo Literackie 1988, ISBN 83-08-01883-1)
- Maria Niklewiczowa, Baśnie dla dzieci i niektórych dorosłych, Wydawnictwo Literackie 1988, ISBN 83-08-01566-2
- Ladislav Klíma, Jak będzie po śmierci i inne opowiadania („Słowo/Obraz Terytoria” 2004, ISBN 83-89405-23-7),